# Pavla Melková
Pavla Melková (* 18. února 1964 Praha) je česká architektka, výzkumnice a teoretička architektury. Od roku 2011 vyučuje na Fakultě architektury ČVUT, a zároveň od roku 1996 působí v architektonickém ateliéru MCA, který založila a vlastní spolu s doc. ing. arch. Miroslavem Cikánem. V roce 2012 založila Kancelář veřejného prostoru na Institutu plánování a rozvoje hlavního města Prahy. V témže roce se stala spolu s Miroslavem Cikánem držitelkou absolutní Grand Prix Obce architektů za revitalizaci Bastionu u Božích muk v Praze 2. Od roku 2018 je členkou Kolegia ředitele, místopředsedkyní Gremiální rady a vedoucí Odborně-vzdělávacího programu Institutu plánování a rozvoje hlavního města Prahy. Věnuje se také volné umělecké tvorbě, vydala mj. sbírku básní Hrany dne a vytváří výtvarné objekty.

## Životopis
Vystudovala Fakultu architekturu ČVUT v Praze (1987), kde absolvovala doktorské studium a habilitovala se s titulem doc. (2017). V roce 2014 absolvovala semestrální pobyt na Kolumbijské univerzitě v New Yorku, kde pracovala pod vedením britského architekta a profesora architektury Kennetha Framptona na Graduate School of Architecture and Planning. Zároveň byla i na odborné stáži na New York City Department of City Planning, který se zabývá urbanismem a architekturou města.
Ústředním tématem, který se prolíná tvorbou Pavly Melkové, je zkoumání vlivu architektury na člověka a společnost. Na toto téma vydala řadu knih a pravidelně přednáší pro odborníky i veřejnost, například na konferenci „reSITE“. Prosazuje veřejný prostor jako důležitou součást měst, podporuje také rekonstrukce nebo revitalizace starší zástavby. Ve své vědecké práci se kromě role architektury v životě člověka zabývá také rolí komunikace v architektuře. Na FA ČVUT v té souvislosti založila nový předmět Koncept a interpretace, který propojuje odborníky z praxe se studenty.

## Dílo
Pavla Melková se v rámci svého působení v architektonické kanceláři MCA atelier (spolu s Miroslavem Cikánem) podílí na řadě staveb, revitalizací či návrhů úprav veřejných prostor, památníků apod., a to jak v České republice, tak v zahraničí (zejména v Rakousku). V České republice je oceňovaná zejména revitalizace Bastionu XXXI v letech 2009–2010 pro Městskou část Praha 2. Součástí revitalizace byla obnova veřejných prostor bývalého opevnění, jehož historie sahá až do doby Karla IV., a stavba nové kavárny. Revitalizace umožnila zpřístupnit veřejnosti dříve zanedbaný prostor a vytvořila novou stavbu zapuštěním do svahu tak, aby nebránila ve výhledu na město.
Z dalších prací ve veřejném prostoru jsou významné například rekonstrukce Husova sboru architekta Pavla Janáka na Vinohradech (v letech 2000–2009), Národní památník hrdinů heydrichiády při pravoslavném chrámu sv. Cyrila a Metoděje v Resslově ulici v Praze (realizovaný v roce 2012) či památník Jana Palacha v jeho rodném domě ve Všetatech. Návrh na památník Jana Palacha získal první místo v architektonicko-umělecké soutěži, vyhlášené Národním muzeem v roce 2015, realizován byl v roce 2019.

Ukázky prací MCA atelieru (Pavla Melková a Miroslav Cikán)
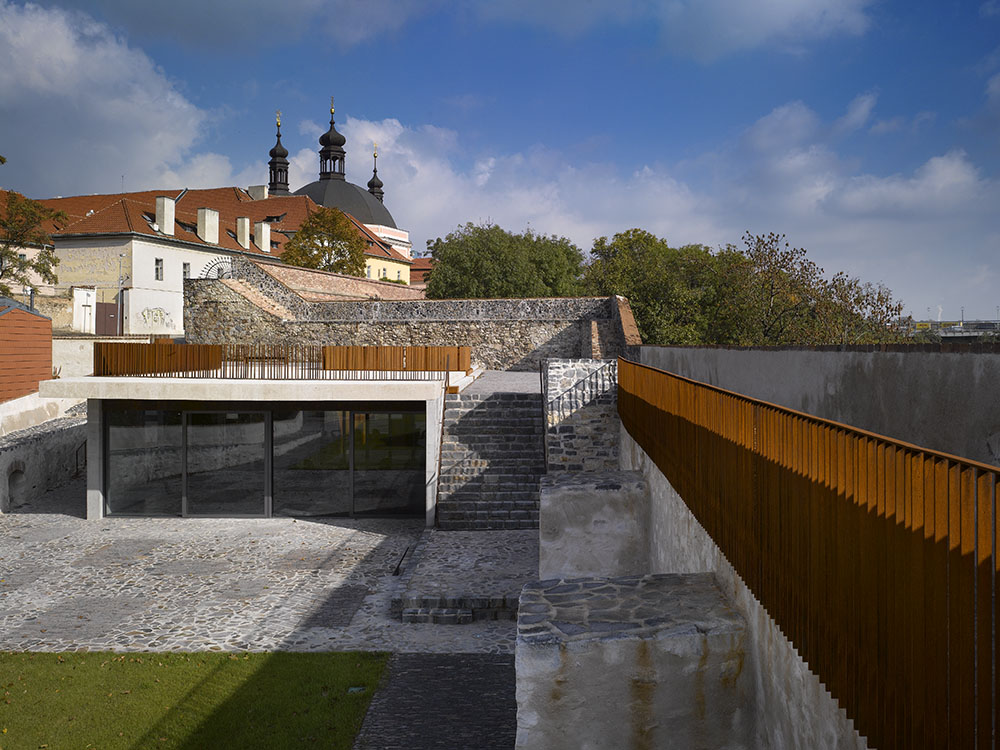
Revitalizace Bastionu XXXI v Praze 2, hlavní cena Grand prix architektury 2012
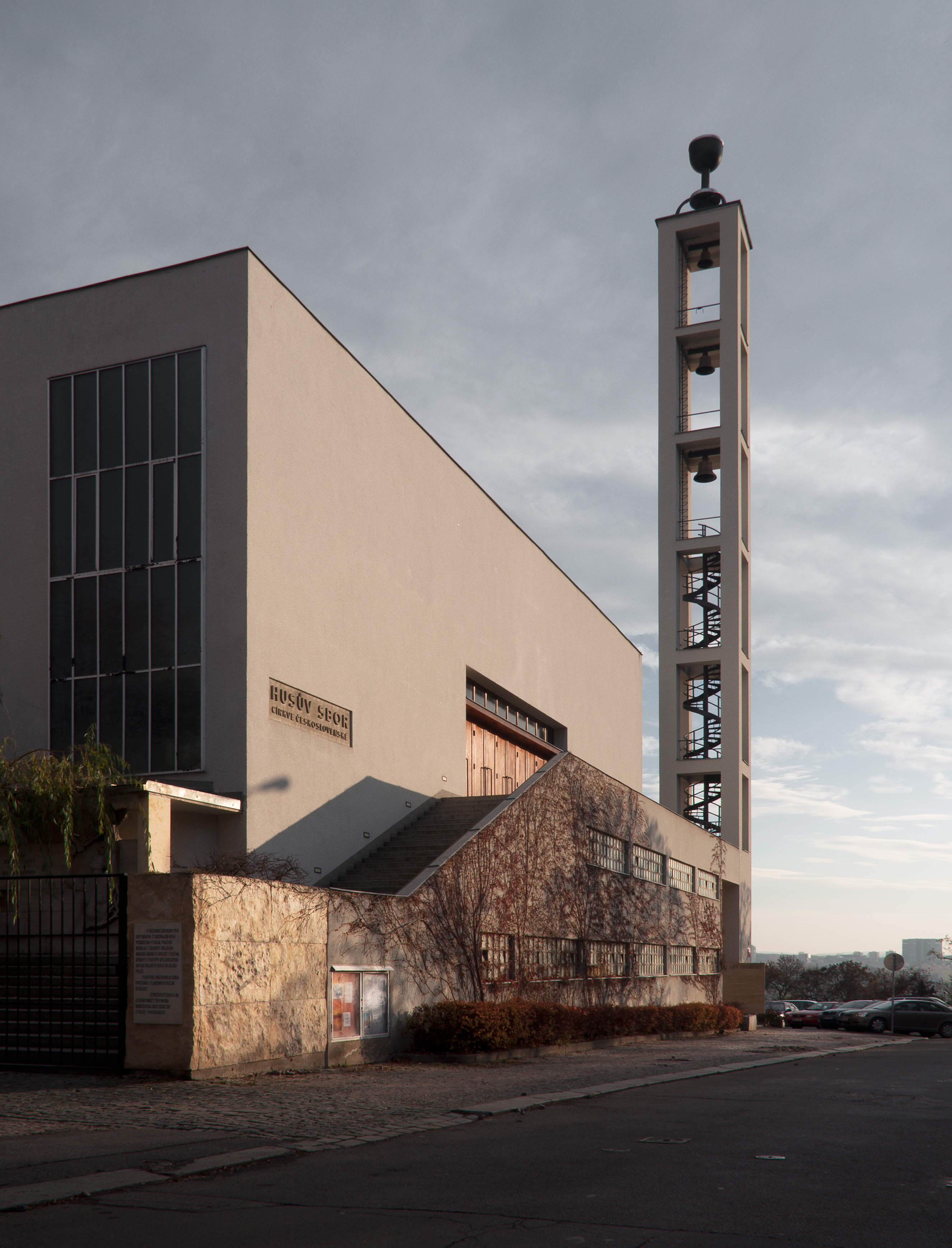
Rekonstrukce Husova sboru na Vinohradech v Praze (Pavel Janák, 1933), realizace 2000 až 2009
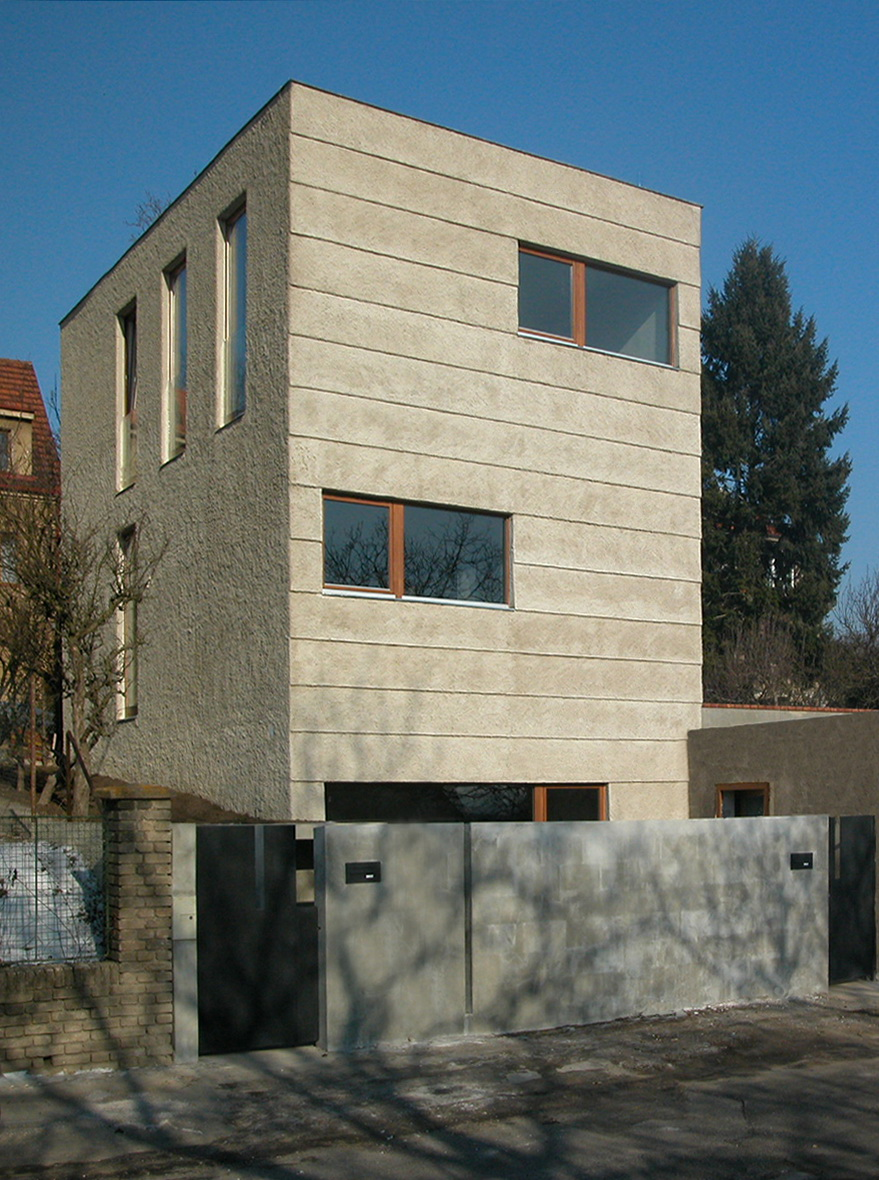
Novostavba nízkoenergetického rodinného domu v Praze Jinonicích, realizace 2005
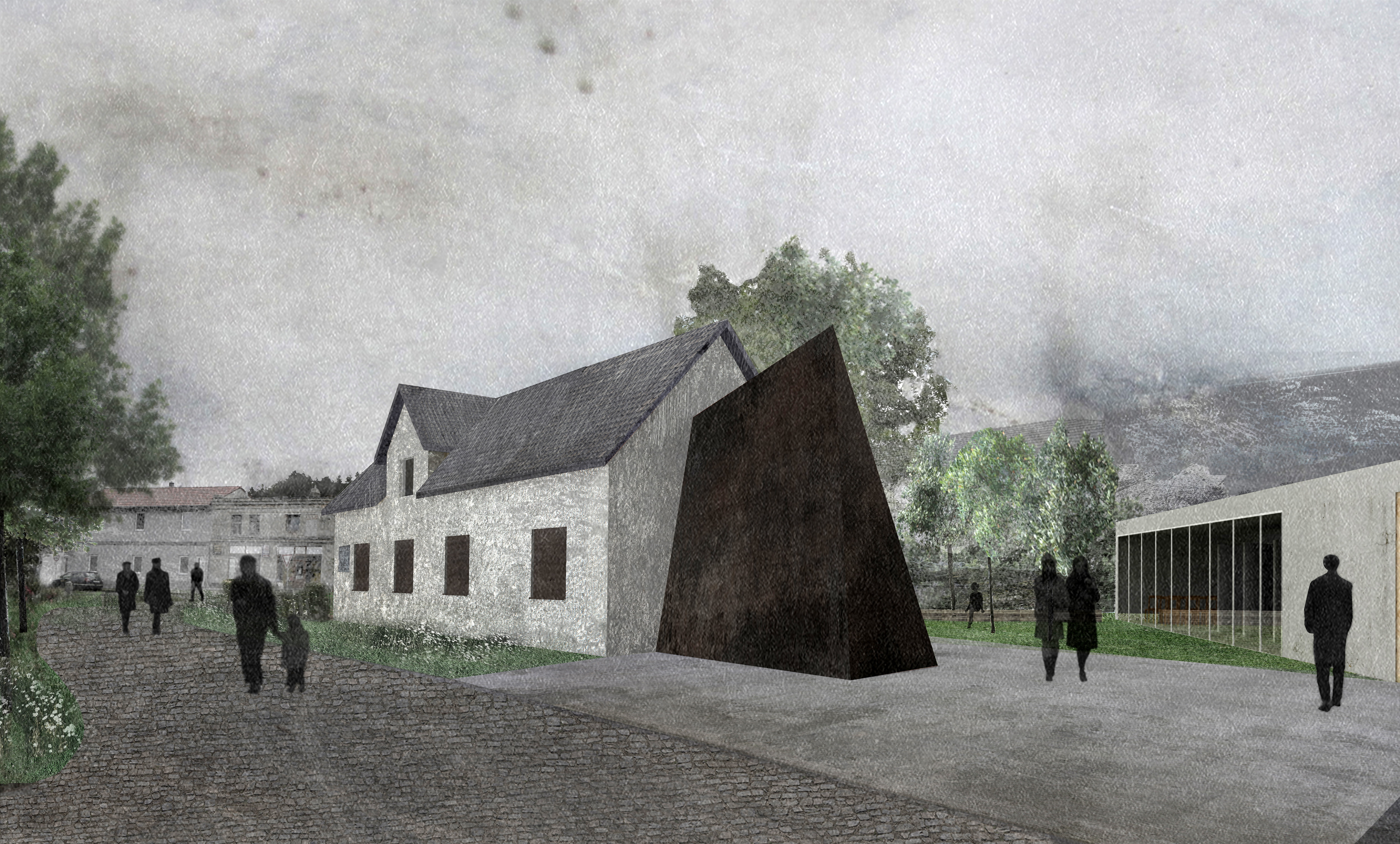
Památník Jana Palacha ve Všetatech, 1. místo v architektonické soutěži (2015)
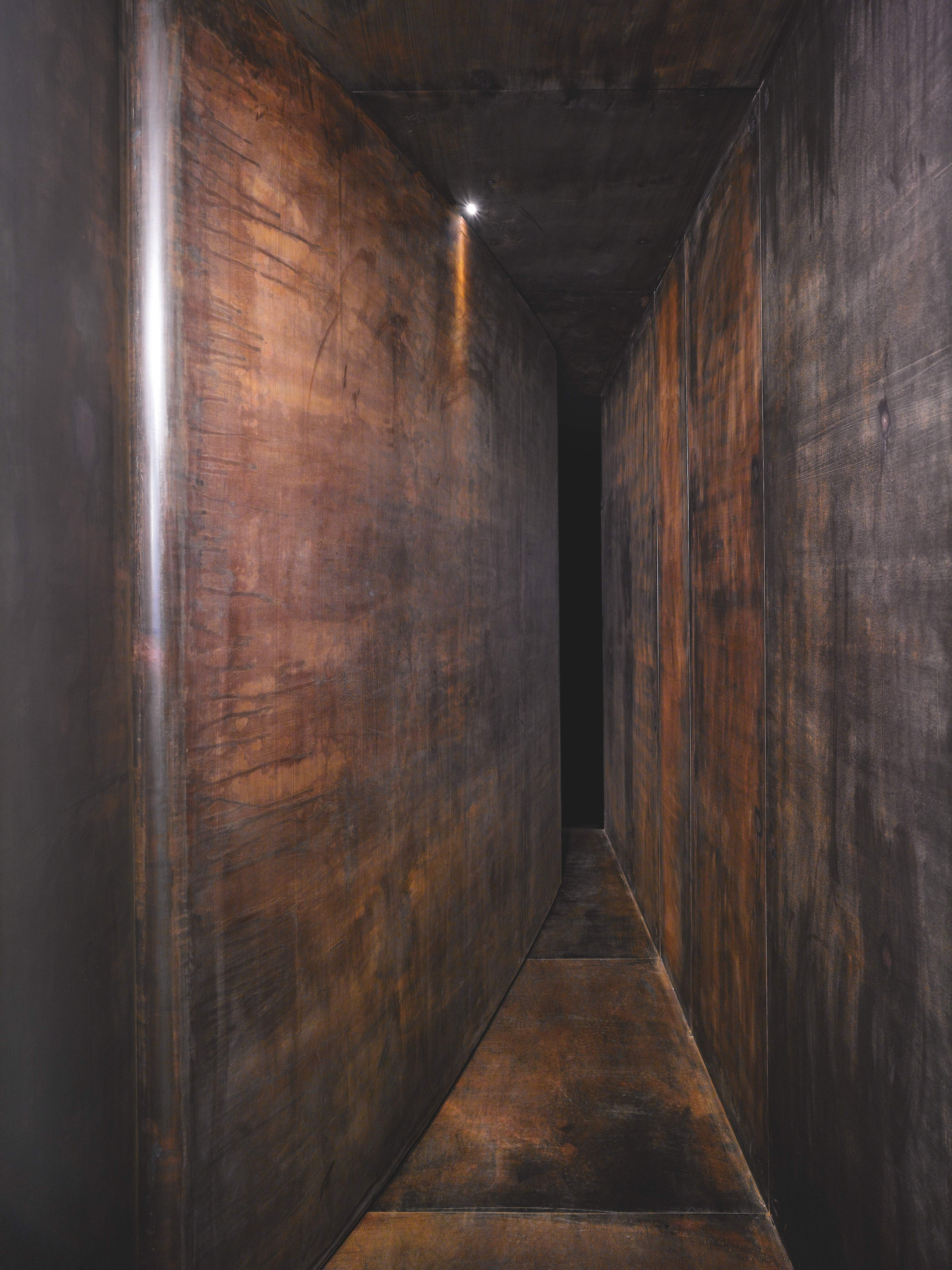
Národní památník hrdinů heydrichiády v Praze, 1. místo ve výtvarné soutěži, realizace 2012

## Publikace
- Prožívat architekturu. Praha: Arbor Vitae, 2013[11]
- Humanistická role architektury. Praha: Arbor Vitae, 2016[10]
- Prostor pro člověka v tvorbě Michala Škody. Praha: Arbor Vitae, 2016[9]
- Architektura reciprocity (s Miroslavem Cikánem). Praha: KANT, 2020[20]